# Cockburnspath
Cockburnspath (/ˈkoʊbərnzˌpɑːθ, -pæθ/ KO-bərnz-path (del gaélico escocés: Lorg Còlbrann) es un pueblo del concejo de Scottish Borders en Escocia. Se encuentra cerca de la costa de Mar del norte entre Berwick-a-Tweed y Edimburgo. Está en el extremo sur oriental del Camino de las Tierras Altas del Sur, un sendero de larga distancia desde la costa oeste a la este de Escocia. Es también la terminal de la camino Sir Walter Scott Way y el Berwickshire Coastal Path. En el cercano pueblo de Cove, hay un pequeño puerto de pesca.

## Historia
El área es centro de yacimientos arqueológicos los cuales indican que fue ocupado y se luchó ahí desde la Edad de Bronce. Se asienta cerca de la antigua ruta de invasión de Inglaterra a Escocia. Cockburnspath era inicialmente conocida como cuando Kolbrand’s Path.
Señor Adam de Hepburn (muerto antes de 1371), durante el reinado de David II, poseyó una carta de las tierras de Traprain, y Southalls y Northalls (unidos como Hailes) en Haddingtonshire, así como las tierras de Mersingtoun, Cockburnspath, y Rollanstoun en Berwickshire.

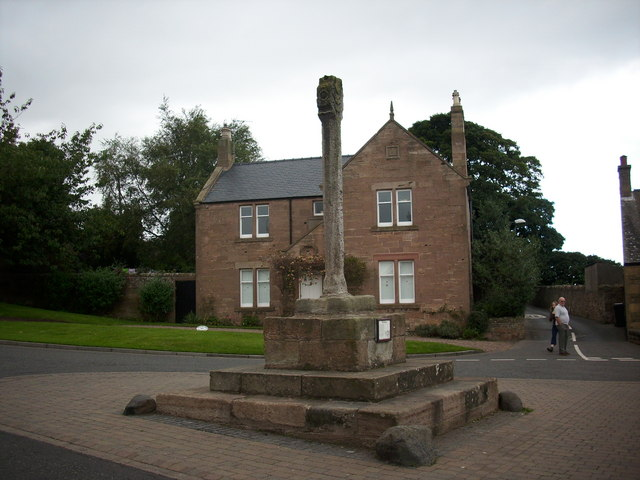
El Market Cross.

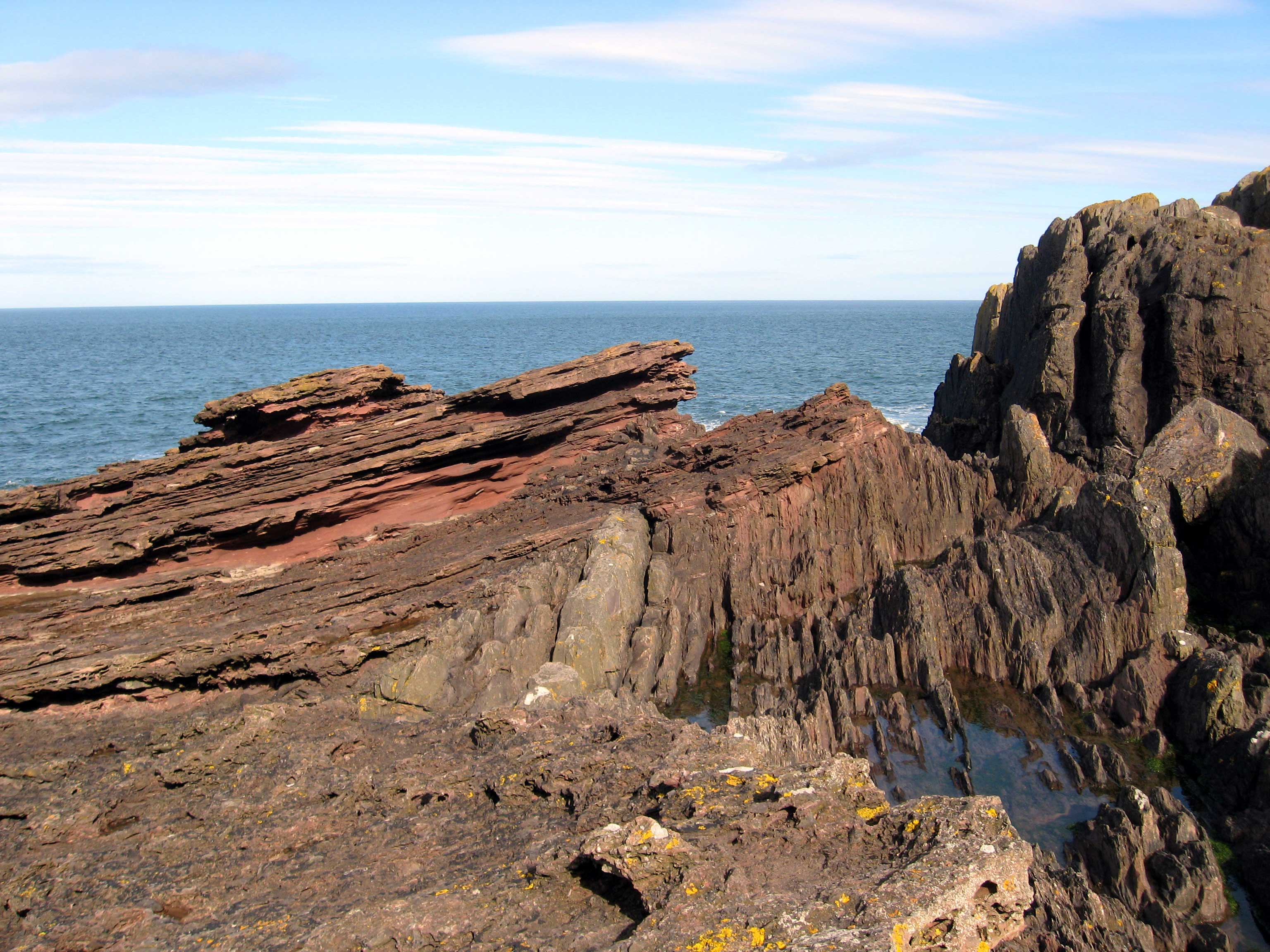
'La Discordancia de Hutton' en el Siccar Point muestra suavemente las capas en pendiente de arenisca roja antigua devónica que forman un taponamiento erosionado mucho más viejo, empotrados verticalmente en rocas grauvacas silúricas.

Las tierras de Cockburnspath debieron haber vuelto en algún punto a la Corona cuando fueron parte de la dote dada por James IV de Escocia a Margaret Tudor (hija de Henry VII de Inglaterra) en su matrimonio en 1503. Este era conocido como el Matrimonio del Cardo y la Rosa, representando los símbolos nacionales escocés e ingleses. El Market Cross del siglo XVI en el centro del pueblo tiene emblemas tallados con un cardo en dos de sus caras y una rosa en las otras dos.
El matrimonio cimentó la firma del Tratado de Paz Perpetua entre Escocia e Inglaterra en 1502; la paz fue efímera y James fue asesinado en la Batalla de Flodden, al otro lado de la frontera en Northumberland, en 1513. Este matrimonio dinástico, aun así, condujo a la Unión de las Coronas en 1603 cuándo James VI de Escocia se convirtió en Jaime I de Inglaterra, a la muerte de Isabel I de Inglaterra.
En el siglo XIX Cockburnspath era el refugio de verano preferido de muchos artistas escoceses que pintaron el pueblo, los trabajadores de granja y el paisaje alrededor.
El pintoresco paisaje del pueblo cautivó a James Guthrie y Edward Arthur Walton quienes compartieron una casa allí en 1883.
Dunglass, justo al del oeste del pueblo, fue la casa del geólogo Sir James Hall que, en la primavera de 1788, se unió a John Playfair y James Hutton en un viaje en barca desde el este de Dunglass Burn a lo largo de la costa en busca de pistas para apoyar la teoría de Hutton de que las formaciones de rocas estaban puestas abajo en un ciclo sin fin durante inmensos periodos de tiempo. Encontraron ejemplos de la Discordancia de Hutton en varios sitios, particularmente en un afloramiento en el Siccar Point dibujado por Sir James Hall. Como Playfair más tarde recordó, "La mente parecía parecía marearse por mirar tan atrás en el abismo de tiempo". El trabajo de Hutton influyó en geólogos más tardíos, particularmente en Charles Lyell y Charles Darwin.
La iglesia parroquial tiene una torre redonda inusual. Está también la medieval Colegiata de Dunglass en la frontera con East Logian, mantenida por la Escocia Histórica y abierta al público.
El cercano Fast Castle fue un escenario ficticio para la novela de Walter Scott La Novia de Lammermuir, que a su vez inspiró la ópera de Donizetti Lucia di Lammermuir. Las colinas de Lammermuir forman el área del alto párama recorriendo el oeste del pueblo donde las abadías de Border tenían sus granjas de oveja, o sus paseos, en la Edad Media.